# Łopoń
Łopoń – wieś w Polsce położona w województwie małopolskim, w powiecie tarnowskim, w gminie Wojnicz.
W latach 1975–1998 miejscowość administracyjnie należała do województwa tarnowskiego.
Miejscowość, notowana od 1438 roku, położona jest na pograniczu Pogórza Wiśnickiego i Kotliny Sandomierskiej. Przez wieś przepływa potok Pokrzywka, dopływ Kisieliny.
Szkoła w Łoponiu powstała około 1895 roku.
We wrześniu 1956 roku w szkole w Łoponiu doszło do protestów w obronie krzyży, które władze komunistyczne usiłowały usunąć. Zawiązano Rodzicielski Komitet Protestacyjny, a podczas interwencji milicji kilka kobiet zostało poturbowanych i aresztowanych. O wydarzeniach tych informowało Radio Wolna Europa.
W 2008 roku wieś liczyła 839 mieszkańców i miała powierzchnię 687,12 hektarów.